# Sergei Sergejewitsch Schtschetinin
Sergei Sergejewitsch Schtschetinin (russisch Сергей Сергеевич Щетинин; * 19. Jahrhundert; † nach 1935 in Asunción) war ein russisch-paraguayischer Unternehmer und Luftfahrtpionier.

## Leben
Schtschetinin absolvierte ein Jura-Studium. Zusammen mit dem Ingenieur Jakow Modestowitsch Gakkel, dem Moskauer Kaufmann M. A. Schtscherbakow und dem Konstrukteur Erdeli gründete Schtschetinin in St. Petersburg die Erste Russische Genossenschaft für Luftfahrt. Die Produktion begann 1910 mit dem Doppeldecker Rossija-A und dem Eindecker Rossija-B, von denen jeweils 5 Stück gebaut wurden. Darauf erhielt die Genossenschaft vom Militär-Amt einen Kredit für den Bau französischer Farman-IV-Flugzeuge. 1909 begann er eine Luftfahrt-Zeitschrift herauszugeben.  Als in Gattschina ein Flugplatz angelegt wurde, gründete er die erste russische private Pilotenschule Gamajun. 1912 organisierte er eine Piloten-Freiwilligengruppe, die an den Balkankriegen teilnahm. Im selben Jahr wurde Dmitri Pawlowitsch Grigorowitsch technischer Direktor des Flugzeugwerks, der nun Wasserflugzeuge entwickelte. Sein wichtigster Mitarbeiter war Nikolai Gustawowitsch Michelson. 1914 wurde das erste Flugboot M-1 gebaut. 1915–1916 wurden für das Marine-Amt M-5-Flugboote gebaut. 1916 kam Michail Michailowitsch Schischmarjow dazu und leitete des Konstruktionsbüro. Im selben Jahr begann Alexander Procofieff De Seversky mitzuarbeiten, um den Wasserflugzeugbau kennenzulernen. Nach der Oktoberrevolution wurde das verstaatlichte Werk Teil des Werks N. 3 Roter Flieger.
Unmittelbar nach der Oktoberrevolution versteckte sich der Generalstabschef der Kaiserlich Russischen Armee Michail Wassiljewitsch Alexejew vor der drohenden Verhaftung durch die Bolschewiki in Schtschetinins Wohnung. Von dort flüchtete er mit Schtschetinins Frau Natalja Pawlowna, Tochter eines Geheimrats (3. Rangklasse) im Ruhestand, und Oberst Pjotr Alexandrowitsch Wedenjapin mit Schtschetinins Pass nach Rostow am Don. Darauf wurde Schtschetinin im Russischen Bürgerkrieg Mitglied der Organisation Alexejew. Er gründete die Wirtschafts- und Technik-Union der befreiten Oblasts Russlands und wurde Assistent des Geschäftsführers der Abteilung für Handel und Industrie. 1919 wurde er zum Gouverneur des Gouvernements Jekaterinoslaw der Streitkräfte Südrusslands ernannt. Er brachte keine funktionierende Verwaltung zustande, er organisierte eine Art von Geheimpolizei und löste nicht die Landfrage, so dass die anfängliche Begeisterung nach dem Einmarsch General Andrei Grigorjewitsch Schkuros mit seinem weißen Kosakenverband schnell verschwand. Schtschetinins Bruder Alexander Sergejewitsch Schtschetinin war Mitglied der Sonderkonferenz beim Oberkommando der Streitkräfte Südrusslands. Im Oktober 1919 wurde Jekaterinoslaw von Nestor Machno eingenommen.
Schtschetinin emigrierte mit seiner Frau nach Paraguay. Er nahm am Chacokrieg teil.